# Otto (chanteur)
Pour les articles homonymes, voir Otto.
Otto Maximiliano Pereira de Cordeiro Ferreira (né le 28 juin 1968 à Belo Jardim, dans l'État du Pernambouc) est un compositeur, chanteur et percussionniste brésilien.

## Biographie
Ancien percussionniste de la première formation de Nação Zumbi et Mundo Livre S/A (avec lesquels il a enregistré ses deux premiers albums), Otto sort de l'ombre pour mettre en avant Samba pra Burro. Otto est né dans la municipalité de Belo Jardim, à Agreste Pernambucano. Il quitte le Pernambouc en 1989 pour passer deux ans en France, jouant des percussions dans les rues et les métros de Paris. À son retour, il atterrit à Rio de Janeiro et joue même dans une gafieira aux côtés de Jovelina Pérola Negra. De Rio de Janeiro, Otto se rend à Recife, où il rencontre deux des fers de lance du mouvement mangue beat : Chico Science et Fred Zero Quatro (pt) (Fred 04).
En 2009, il publie Certa Manhã Acordei de Sonhos Intranquilos, très bien accueilli par la presse spécialisée au Brésil et aux États-Unis,. L'album de 2009 est considéré comme le meilleur de sa carrière, et son profil est publié dans le New York Times, avec un texte écrit par le critique Larry Rohter.
Au début des années 2010, il présente l'émission Minha Vida É a Minha Cara aux côtés de l'actrice Hermila Guedes sur la chaîne câblée FashionTV Brasil. Aussi, son album Ottomatopeia est élu 14e meilleur album brésilien de 2017 par le magazine Rolling Stone Brasil.

## Discographie

### Albums solo
- 1998 : Samba pra Burro[1]
- 2000 : Changez Tout - Samba pra Burro Dissecado (remix)[1]
- 2001 : Condom Black[1]
- 2003 : Sem Gravidade[1]
- 2005 : MTV Apresenta Otto (album live)[1]
- 2009 : Certa Manhã Acordei de Sonhos Intranquilos'[1]
- 2012 : The Moon 1111[1]
- 2017 : Ottomatopeia[8]
- 2022 : Canicule Sauvage

### Avec Mundo Livre S/A
- 1994 : Samba Esquema Noise
- 1996 : Guentando a Ôia

### Participations
- 1998 : Tributo ao Rei Reginaldo Rossi
- 1998 : Baião de Viramundo - Tributo a Luiz Gonzaga
- 2003 : Trilha sonora de Amarelo Manga
- 2006 : Trilha sonora de Árido Movie
- 2007 : O Homem que Desafiou o Diabo
- 2013 : Coitadinha bem feito
- 2017 : Unwritable (de Tika)